# 100050 Карлосгернандез
100050 Карлосгернандез (100050 Carloshernandez) — астероїд головного поясу, відкритий 6 жовтня 1991 року.
Тіссеранів параметр щодо Юпітера — 3,382.